# Gediminas Uselis
Gediminas Uselis (* 4. Januar 1992) ist ein professioneller litauischer Pokerspieler. Er gewann 2020 ein Bracelet bei der World Series of Poker Online und 2021 das Main Event der World Poker Tour.

## Pokerkarriere
Uselis spielt seit Juni 2010 Onlinepoker. Er nutzt die Nicknames Gedis92 (PokerStars), NeverGambol (GGPoker), Lo $iento (PokerStars.ES), FishSharkKK (Americas Cardroom) und Gedis888 (888poker). Auf PokerStars erspielte er sich mit Turnierpoker Preisgelder von mehr als 3 Millionen US-Dollar. Im Jahr 2020 stand der Litauer zeitweise unter den Top 20 des PokerStake-Rankings, das die erfolgreichsten Onlinepoker-Turnierspieler weltweit listet.
Seine erste Geldplatzierung bei einem Live-Pokerturnier erzielte Uselis Ende Oktober 2015 beim Main Event der Italian Poker Tour auf Malta. In Panama-Stadt gewann er Mitte März 2017 ein Side-Event der PokerStars Championship und damit sein erstes Live-Turnier. Im Juni 2017 war der Litauer erstmals bei der World Series of Poker (WSOP) im Rio All-Suite Hotel and Casino in Paradise am Las Vegas Strip erfolgreich und kam bei einem Turnier der Variante No Limit Hold’em in die Geldränge. Bei der WSOP 2019 verfehlte er beim Crazy Eights knapp den Finaltisch und beendete das Event auf dem mit über 80.000 US-Dollar dotierten neunten Platz. Anfang November 2019 entschied Uselis das High Roller des WSOP-Circuits in Durant, Oklahoma, mit einer Siegprämie von rund 60.000 US-Dollar für sich. Ende August 2020 gewann er bei der aufgrund der COVID-19-Pandemie erstmals auf GGPoker ausgespielten World Series of Poker Online das Forty Stack und sicherte sich ein Bracelet sowie den Hauptpreis von knapp 230.000 US-Dollar. Im Venetian Resort Hotel am Las Vegas Strip setzte sich der Litauer im Oktober 2021 beim Main Event der Mid-States Poker Tour mit einer Siegprämie von rund 325.000 US-Dollar durch. Einen Monat später gewann er in Hollywood, Florida, das Main Event der World Poker Tour und sicherte sich sein bislang höchstes Preisgeld von knapp 780.000 US-Dollar. Ein Jahr später erreichte Uselis beim selben Turnier erneut den Finaltisch und erhielt als Fünfter eine Auszahlung von 219.000 US-Dollar. Anfang Februar 2023 gewann er beim PokerStars Caribbean Adventure auf den Bahamas ein Deepstack-Turnier mit einem Hauptpreis von mehr als 200.000 US-Dollar.
Insgesamt hat sich Uselis mit Poker bei Live-Turnieren mehr als 2 Millionen US-Dollar erspielt.